# ولتن (آریزونا)
ولتن (به انگلیسی: Wellton) شهری در شهرستان یوما ایالت آریزونا است که در سرشماری سال ۲۰۱۰ میلادی، ۲٬۸۸۲ نفر جمعیت داشته است. ولتن، به‌طور رسمی در تاریخ ۱۹۷۰ میلادی به‌عنوان یک شهر شناخته شد.